# Чеканьов Костянтин Іванович
Костянти́н Іва́нович Чеканьо́в (8 січня 1931, Андріївка — 6 березня 2000, Дніпропетровськ) — український скульптор; член Спілки радянських художників України з 1968 року. Заслужений художник УРСР з 1976 року.

## Біографія
Народився 8 січня 1931 року у селі Андріївці (нині Бердянський район Запорізької області, Україна). У 1956 році закінчив Дніпропетровське художнє училище; 1962 року — Харківський художній інститут, де був учнем Миколи Рябініна.
Мешкав у Дніпропетровську в будинку на проспекті Гагаріна, № 173, квартира № 17 та у будинку на вулиці Багрицького, № 61-А. У 1980 році нагороджений Почесною грамотою Президії Верховної Ради УРСР Помер у Дніпропетровську 6 березня 2000 року.

## Творчість
Працював в галузі станкової і монументальної скульптури. Серед робіт:
станкова скульптура
- «Агроном» (1962);
- «Моряк» (1964);
- «Полудень» (1968);
- «Будівельниці» (1969);
- «Монтажник» (1974, у співавторстві);
- «Комбайнер В. П. Сорокін»;
- «Портрет матері»;
- «Герой Радянського Союзу генерал-майор В. Г. Пушкін»

пам'ятники у Дніпрі
- студентам Дніпропетровська, які загинули в роки німецько-радянської війни (1967, у співавторстві з Олександром Ситником та Валентиною Щедровою);
- Григорію Петровському (1976).

Автор погрудь Лесі Українки, Івана Франка, Василя Стуса, Григорія Сковороди та Володимира Винниченка на приміщенні Дніпровського українського академічного музично-драматичного театру імені Тараса Шевченка.
Брав участь у республіканських виставках з 1964 року, всесоюзних — з 1963 року.
Скульптури зберігаються в Дніпровському художньому музеї та Дніпровському історичному музеї імені Дмитра Яворницького, у Харківському художньому музеї.
Скромне поховання митця - на центральній алеї Запорізького кладовища у м. Дніпрі.